# Concert du nouvel an 1981 à Vienne
Le concert du nouvel an 1981 de l'orchestre philharmonique de Vienne, qui a lieu le 1er janvier 1981, est le 41e concert du nouvel an donné au Musikverein, à Vienne, en Autriche. Il est dirigé pour la seconde fois consécutive par le chef d'orchestre américain Lorin Maazel.
Johann Strauss II y est toujours le compositeur principal, mais son frère Josef est représenté avec trois pièces, et leur père Johann clôt le concert avec sa célèbre Marche de Radetzky. C'est la première fois depuis 1976 qu'aucun compositeur étranger à la famille Strauss n'est entendu, et c'est également la première fois depuis 4 ans qu'aucune nouvelle pièce n'est jouée au concert du nouvel an.

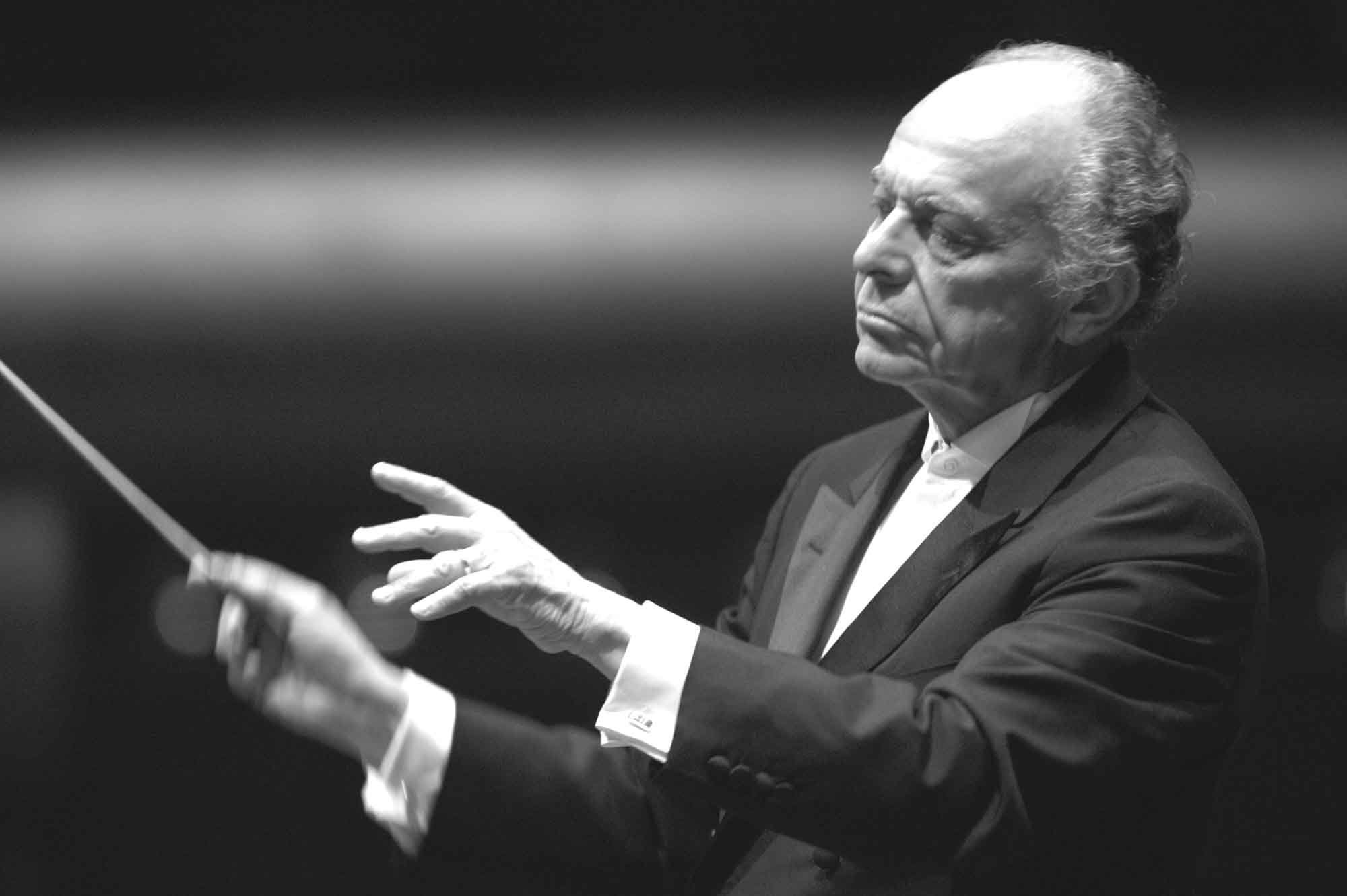
Lorin Maazel (en 2003)

## Programme

### Première partie
1. Johann Strauss II : marche d'ouverture de l'opérette Der Zigeunerbaron, sans numéro d'opus
2. Johann Strauss II : Accelerationen, valse, op.234
3. Johann Strauss : Seufzer-Galopp, galop, op. 9
4. Josef Strauss : Ohne Sorgen, polka rapide, op. 271
5. Josef Strauss : Transactionen, valse, op. 184
6. Johann Strauss II : Stürmisch in Lieb’ und Tanz, polka rapide, op. 393

### Deuxième partie
1. Johann Strauss II : ouverture de l'opérette Waldmeister
2. Josef Strauss : Frauenherz, polka-mazurka, op.166
3. Johann Strauss II : Marche égyptienne, marche, op. 335
4. Johann Strauss II : Roses du Sud, valse, op. 388
5. Johann Strauss II : Tritsch-Tratsch-Polka, polka rapide, op. 214
6. Johann Strauss II et Josef Strauss : Pizzicato-Polka, polka
7. Johann Strauss II : Voix du printemps, valse, op. 410
8. Johann Strauss II : Explosions-Polka, polka rapide, op. 43

### Rappels
1. Johann Strauss II : Leichtes Blut, polka rapide, op. 319
2. Johann Strauss II : Le Beau Danube bleu, valse, op. 314
3. Johann Strauss : Marche de Radetzky, marche, op. 228